# Андижанское
Андижанское (кирг. Анжиян) — село в Кара-Сууском районе Ошской области Кыргызстана. Входит в состав Кызыл-Кыштакского айылного аймака.

## География
Село расположено в северо-западной части области, на левом берегу реки Ак-Буура, на расстоянии приблизительно 18 километров (по прямой) к юго-западу от города Кара-Суу, административного центра района.

## Население
Согласно оценочным данным Национального статистического комитета Кыргызской Республики, численность населения села на начало 2023 года составляла 5075 человек.
| год     | 2009 | 2014 | 2015 | 2020 | 2021 | 2023 |
| ------- | ---- | ---- | ---- | ---- | ---- | ---- |
| человек | 4551 | 4803 | 4853 | 5075 | 5105 | 5075 |